# Shirakavan
Shirakavan (in armeno Շիրակավան?) è un comune di 743 abitanti (2001) della provincia di Shirak in Armenia.